# Heinrichsberg
Heinrichsberg ist ein Ortsteil von Loitsche-Heinrichsberg im Landkreis Börde in Sachsen-Anhalt.

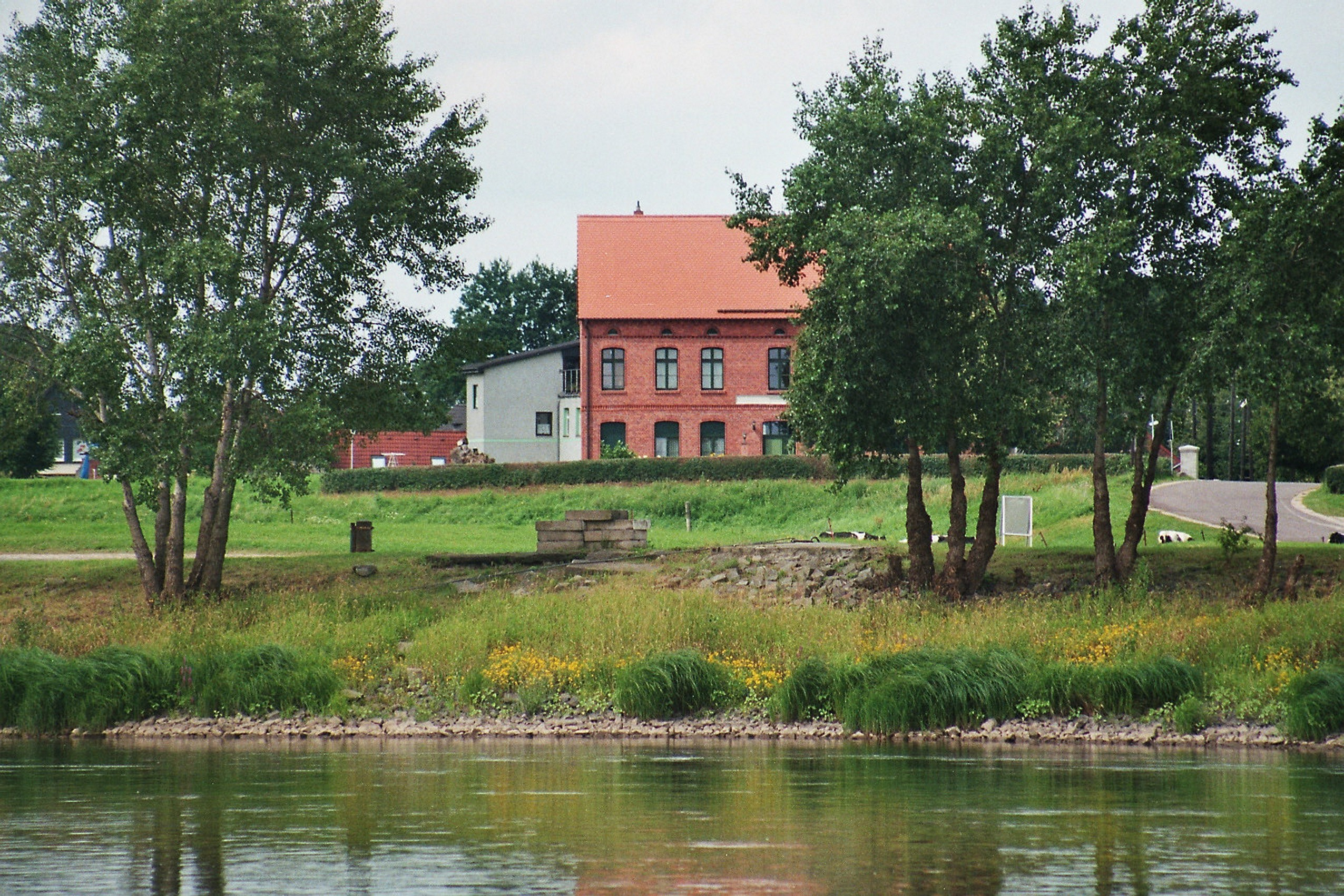
Ortsansicht

## Geografie
Heinrichsberg liegt nördlich von Magdeburg am linken Ufer der Elbe, wenige Kilometer südlich der Ohremündung. Die Ohre fließt vor ihrer Mündung ca. 10 km fast parallel zur Elbe. Das dazwischen liegende Gebiet ist in weiten Teilen flach und eingedeicht. Die ehemalige Kreisstadt Wolmirstedt ist ca. 9, die Magdeburger Innenstadt ca. 22 km entfernt. Die Elbe bildet im Osten der Gemarkung Heinrichsberg die Grenze zum Landkreis Jerichower Land. Der Ihlekanal (1865 bis 1872 errichtet) verbindet die Elbe ab Heinrichsberg mit dem Plauer Kanal (heute Teil des Elbe-Havel-Kanals).
Gebiete von mehreren hundert Hektar Fläche nördlich und südlich von Heinrichsberg sollen Planungen zufolge als Retentionsflächen (inklusive Altauen-Reaktivierung) durch Deichrückverlegungen dem Hochwasserschutz zugeführt werden, was zu Konflikten mit den insbesondere landwirtschaftlichen Nutzern führt.

## Geschichte
Die bis dahin selbstständige Gemeinde Heinrichsberg schloss sich am 1. Januar 2010 mit Loitsche zur neuen Gemeinde Loitsche-Heinrichsberg zusammen.

## Politik

### Bürgermeister
Die letzte Bürgermeisterin der Gemeinde Heinrichsberg war Bettina Seidewitz.

### Wappen
Das Wappen wurde am 17. November 1995 durch das Regierungspräsidium Magdeburg genehmigt.
Blasonierung: „In Silber über blauem Wasser ein roter Zinnenturm mit offener schwarzer Tor- und Fensteröffnung, aus dem Turm wachsend ein nach links blickender golden bewehrter schwarzer Adler.“
Das Wappen wurde von dem Colbitzer Heraldiker Günther Gembalski gestaltet.

### Flagge
Die Ortsteilflagge von Heinrichsberg ist rot - weiß gestreift und mit dem aufgelegten Ortsteilwappen belegt.

## Wirtschaft und Infrastruktur
Heinrichsberg wird von der Landwirtschaft geprägt (Milchviehbetrieb und Agrar-Genossenschaft Heinrichsberg eG). Von den Vereinen sind der Sportverein und der Anglerverein hervorzuheben. Der SSV Heinrichsberg spielt in der zweithöchsten Spielklasse des Landkreises Börde (Bördekreisliga). Die Freiwillige Feuerwehr Heinrichsberg feierte 2005 ihr 125-jähriges Bestehen.

### Verkehrsanbindung
Von Heinrichsberg aus führen Straßenverbindungen über die Ohrebrücke nach Loitsche und Zielitz sowie in Richtung Süden nach Wolmirstedt und Magdeburg (Autobahnanschluss A 2 Magdeburg-Rothensee in 9 km Entfernung). In Zielitz besteht Bahnanschluss nach Magdeburg und Stendal.
Bis zum Jahr 1955 bestand eine Fährverbindung über die Elbe ins gegenüberliegende Niegripp (heute Ortsteil der Kreisstadt Burg)

## Sehenswürdigkeiten
Sehenswert sind einige Kilometer südlich von Heinrichsberg das Wasserstraßenkreuz Magdeburg, das Schiffshebewerk Rothensee sowie die Schleuse Hohenwarthe. Im Ort selbst befindet sich das denkmalgeschützte Kriegerdenkmal Heinrichsberg. Weitere Denkmale sind das Haus Rogätzer Straße 46 und die Toranlage des Hofs Rogätzer Straße 44.